# Cuza Vodă (Popricani), Iași
Cuza Vodă este un sat în comuna Popricani din județul Iași, Moldova, România.